# Manzanillos
Manzanillos är en ort i Mexiko.   Den ligger i kommunen Zitácuaro och delstaten Michoacán de Ocampo, i den södra delen av landet, 120 km väster om huvudstaden Mexico City. Manzanillos ligger 2 300 meter över havet och antalet invånare är 335.
Terrängen runt Manzanillos är bergig. Runt Manzanillos är det ganska tätbefolkat, med 90 invånare per kvadratkilometer. Närmaste större samhälle är Heróica Zitácuaro, 7,3 km väster om Manzanillos. I omgivningarna runt Manzanillos växer i huvudsak blandskog.